# Taranaki Airs
I Taranaki Airs sono una società cestistica avente sede a New Plymouth, in Nuova Zelanda. Fondati nel 1985 come New Plymouth Bulls, nel 1994 cambiarono nome in Taranaki Bears, per assumere nel 1999 il nome di Taranaki Oilers. Dopo una pausa tra il 2000 e il 2002, a causa di problemi finanziari, nel 2003 assunsero la denominazione Taranaki Mountainairs, che cambiarono in Taranaki Dynamos  per il biennio 2008-2009.
Giocano nella National Basketball League.
Disputano le partite interne nel TSB Stadium.